# Diözese Lavant
Die Diözese Lavant wurde im Jahre 1228 als Salzburger Eigenbistum gegründet und umfasste ursprünglich das Gebiet um St. Andrä im Lavanttal (Kärnten). 1859 wurde der Bischofssitz nach Maribor (Marburg. Nach der Besetzung im Zweiten Weltkrieg durch das Grossdeutsche Reich Zusatz "an der Drau", um es vom Marburg an der Lahn zu unterscheiden) verlegt, wobei der Name Lavant noch bis 1962 erhalten blieb. Aus ihr ging die Diözese Maribor hervor, die später zum Erzbistum Maribor wurde.

## Geschichte
Das Bistum Lavant wurde im Jahre 1228 vom Erzbischof der Erzdiözese Salzburg, Eberhard II., in St. Andrä im Lavanttal errichtet. Die Bischöfe residierten vielfach in Friesach, erwarben 1329 die Burg Twimberg bei St. Leonhard im Lavanttal, welche ab Mitte des 17. Jahrhunderts verfiel, und konnten erst später den Bischofssitz zur Kathedrale nach St. Andrä im Lavanttal verlegen. Das bedeutete keine vom üblichen Vorgehen abweichende Situation, auch die anderen Salzburger Suffragane, die Bischöfe von Gurk (in Straßburg), Seckau (in Seckau, Obersteiermark, heute Benediktinerkloster. Schloss Seggau bei Leibnitz war nur zeitweise Residenz, sonst war dies am Hof in Graz. Es ist noch immer im Besitz der Diözese Graz-Seckau und heute auch ein Seminarhotel) und Chiemsee (Salzburg, Chiemseehof bzw. St. Johann in Tirol) hatten ihren Sitz nicht am Ort der Kathedralkirche.

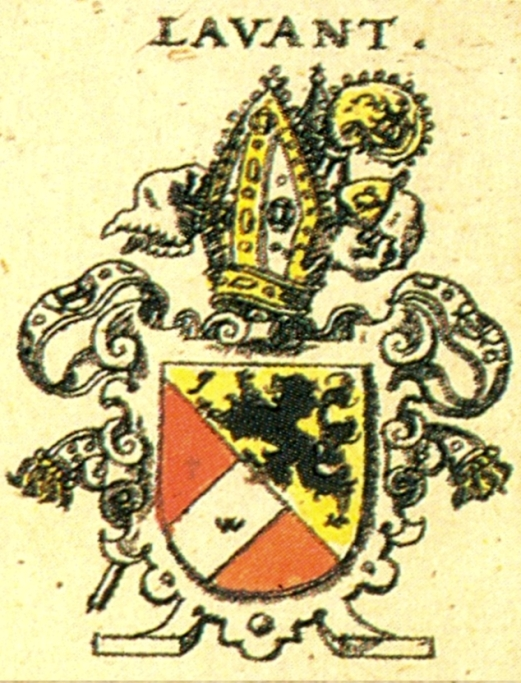
Wappen des Bistums Lavant nach Siebmachers Wappenbuch von 1605

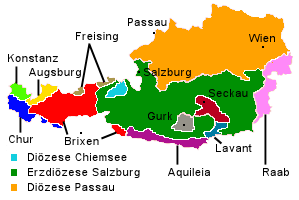
Ausdehnung ca. 1300 (hellblau, kleines Gebiet rechts mittig unten)

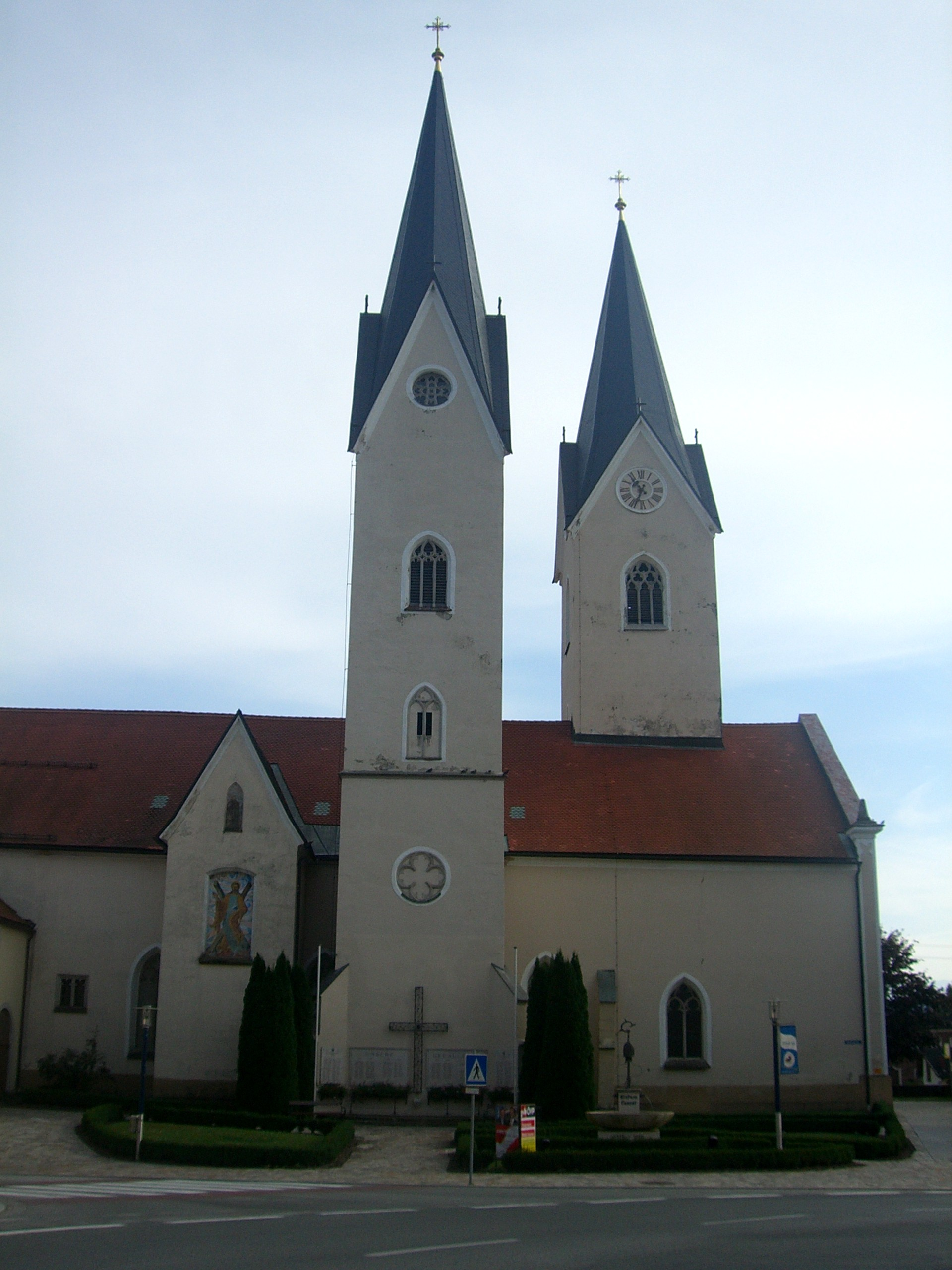
Kathedrale (Bischofssitz) in St. Andrä im Lavanttal

Zum Bistum gehörten ursprünglich nur sieben Pfarren. Das Gebiet um die heutige Gemeinde Groß Sankt Florian kam erst am 23. März 1373 zur Diözese Lavant: Der Lavanter Bischof Heinrich IV. Krapff hatte die Bitte geäußert, dem Bistum diese Pfarre (im damaligen Umfang, der weitaus größer war als später) einzuverleiben, weil das Bistum ein so geringes Einkommen hatte, dass „er nicht einmal wie ein besserer Pfarrer leben könnte“. Die Pfarre gehörte ab dann zum bischöflichen Mensalgut, ihr Ertrag zählte zum Einkommen des Bischofs. Der Bischof wurde damit aber auch zum Pfarrer von St. Florian und war verpflichtet, für die Seelsorge und die Verwaltung der Pfarre einen (auf Dauer bestellten, somit „ewigen“) Vikar zu bestellen. 1376 wurde festgelegt, dass dieser Vikar für sich und seine Kapläne das Pfarrhaus, Äcker und Wiesen, Opfer und Gaben einnehmen sollte. 1381 wurde festgehalten, dass dieser Vikar ein Einkommen von jährlich 40 Gulden haben sollte, gleich viel wie der Pfarrer von Schwanberg.
Ende des 17. Jahrhunderts bestand das Bistum Lavant aus zwei Distrikten: dem Archidiakonat Unterkärnten in Sankt Andrä im Lavanttal und dem Kommissariat Groß St. Florian in der Weststeiermark.
Zum Archidiakonat gehörten die Pfarren:
- St. Andrä (mit der Kathedrale)
- St. Maria in Rojach
- St. Georgen unterm Stein
- St. Martin im Granitztal
- St. Maria in Lavamünd
- die Propstei- und Kollegiatspfarre St. Johann Evangelist in Unterdrauburg
- St. Johann der Täufer in Brückl
- St. Margarethen auf der Hohenmauten
- St. Michael in Mahrenberg
- St. Maria in der Fresen
- St. Georg am Remschnigg (nördlich von Fresen)

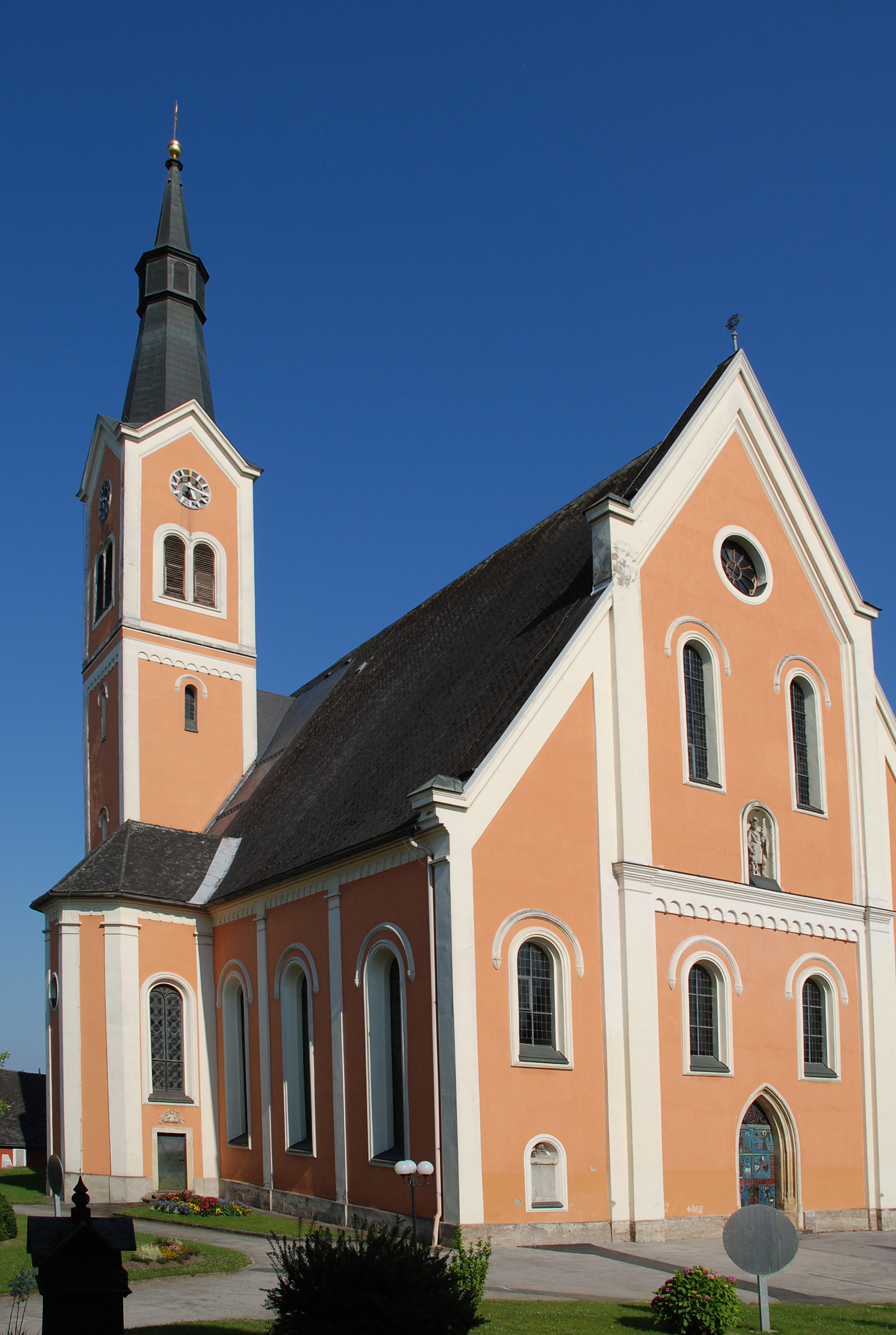
Sitz des Archidiakons (Kommissars) des Bistums Lavant in Groß St. Florian, Weststeiermark

Das Kommissariat Groß St. Florian umfasste die Pfarren:
- Groß St. Florian
- St. Johannes der Täufer in Schwanberg
- St. Ägidius in Hollenegg
- St. Maria in der Osterwitz
- St. Jakob in Freiland
- St. Bartholomäus in Gams
- St. Andrä im Sausal
- St. Michael in Gleinstätten
- St. Veit in Altenmarkt
- St. Peter im Sulmtal.[3]

Die Pfarren Hohenmauthen, Mahrenberg, Remschnig und Fresen hatten ursprünglich zur Urpfarre Lavamünd in Kärnten gehört.
Das Bistum bestand damit aus 21 Pfarren in ländlichen Gebieten, war nach wie vor klein und konnte sich keinen großen Aufwand leisten. Kirchenämter, die in anderen Diözesen durch Priester betreut waren, wurden in Lavant von Alumnen (Priesteramtskandidaten) wahrgenommen. Die Zugehörigkeit einer Pfarre zum Bistum Lavant bedeutete weiters für sich allein keine abschließende Aussage darüber, wem die Einkünfte aus dieser Pfarre zustanden, wer die Person des Pfarrers vorschlagen (präsentieren) und das Kirchenvermögen verwalten durfte oder wer sonstige Rechte aus dem Besitz der Pfarre wahrnehmen durfte und einschlägige Pflichten (z. B. die Wiederherstellung nach Schäden) zu tragen hatte. Nicht alle Pfarreinkünfte kamen ungeschmälert dem Bischof zu, nicht einmal dort, wo (Groß St. Florian) die Pfarre ausdrücklich dem bischöfliches Tafelgut gewidmet war, weil die notwendigerweise zu bestellenden Vikare einen Anteil daran zu erhalten hatten.
Der kleine Umfang der Diözese hatte allerdings keinen Einfluss auf die Tätigkeit ihrer Bischöfe in anderen Bereichen. Als Suffraganbischof des Erzbischofs von Salzburg waren sie zunächst berechtigt, auf dessen Wunsch im gesamten Gebiet der Erzdiözese Salzburg tätig zu werden. Weiters war im Jahr 1511 Bischof Leonhard Peurl zum Weihbischof (Suffragan) des Patriarchats Aquileia (Sitz in Venedig) für jene Gebiete geweiht worden, die zu Beginn des 16. Jahrhunderts wegen kriegerischer Auseinandersetzungen nicht von Italien aus betreut werden konnten. Bischof Peurl und sein Nachfolger Philipp Renner waren damit berechtigt, in Kärnten und Krain als Bischöfe in Vertretung des Patriarchen tätig zu werden. Diese Ernennung wurde durch Domenico Grimani, Kardinalbischof von Porto und Patriarch von Aquileia, am 18. Mai 1511 in Rom vorgenommen; damit war die Berechtigung verbunden, Priester, Kirchen und Altäre zu weihen, Visitationen vorzunehmen und Synoden abzuhalten.

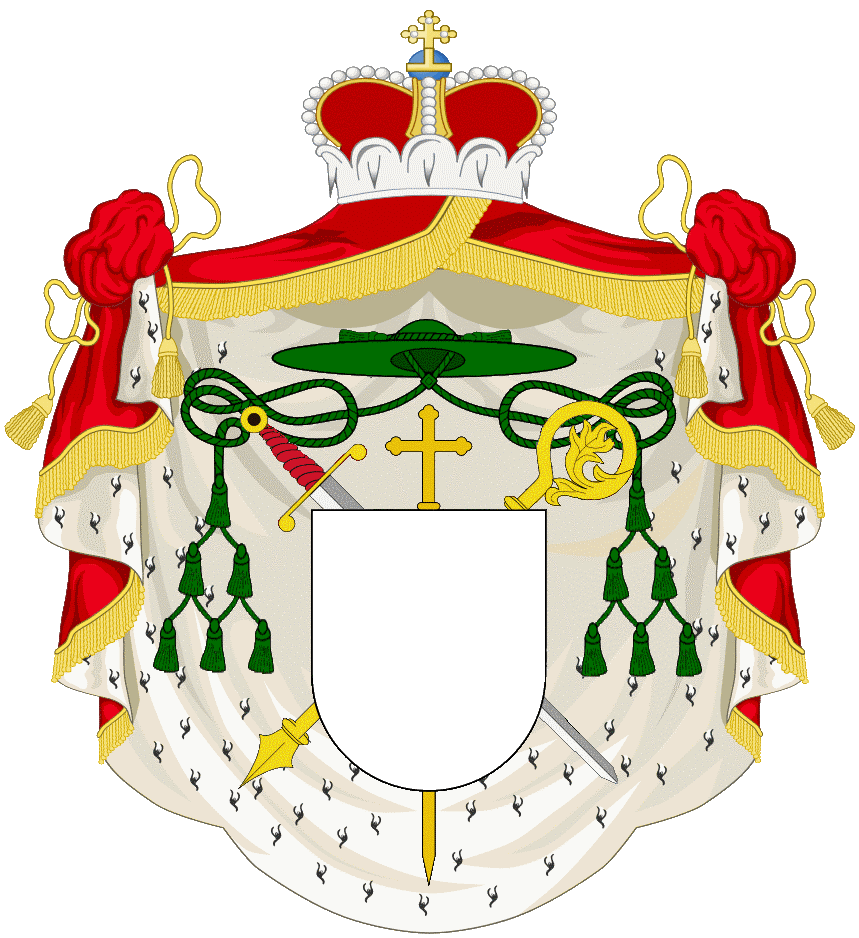
Wappen eines Fürstbischofs mit fürstlichen und bischöflichen heraldischen Würdezeichen.

Im Ergebnis hatten die Lavanter Bischöfe aufgrund dieser Vollmachten in den zur Erzdiözese Aquileia außerhalb Friauls gehörenden Gebieten weiter reichende Berechtigungen als in ihrer eigenen, im Vergleich wesentlich kleineren Diözese. Das betraf die Archidiakonate Krain, Saunien, Oberkärnten, Gailtal und Jauntal sowie Pfarren in der Windischen Mark und in Reifnitz. Diese Vollmachten hatten ihren Hintergrund in den Auseinandersetzungen zwischen Kaiser Maximilian und der Republik Venedig in Oberitalien, bei denen es unter anderem um die Herrschaft in der Grafschaft Görz ging. Auf diesen Vollmachten und der Stellung als Suffragan des Salzburger Erzbischofs beruhen bischöfliche Handlungen von Lavanter Bischöfen außerhalb ihrer Diözese in Kärnten (so z. B. bei Spittal an der Drau am 22. Juli 1535), in Krain und in der Untersteiermark an und südlich der Drau, z. B. im Gebiet von Pettau.
Unter Kaiser Joseph II. kamen 1786/1789 Pfarren um Völkermarkt (Kärnten) und um Cilli/Celje (damals Untersteiermark) dazu. Die Pfarren nördlich der Drau mussten hingegen an die Diözese Graz-Seckau abgetreten werden. Um das langgestreckte Diözesangebiet besser verwalten zu können, wurden 1859 die Kärntner Pfarren an die Diözese Gurk abgetreten, dafür kam der Kreis um Marburg zum Diözesangebiet. Marburg wurde unter dem bedeutenden Bischof Anton Martin Slomšek der neue Bischofssitz. Wegen ihrer Lage im Königreich der Serben, Kroaten und Slowenen, dem späteren Jugoslawien, wurde die Diözese am 1. Mai 1924 aus der Kirchenprovinz Salzburg herausgelöst. Bis 1923 wurden die Bischöfe dieser Diözese, die ab 1446 ständig den Reichsfürstentitel Fürstbischof führten, vom Salzburger Erzbischof vorgeschlagen und geweiht. Der Gebrauch des Titels Fürstbischof sowie die Verwendung der damit verbundenen weltlichen Würdezeichen (wie Fürstenhut und -mantel) wurde 1951 durch Papst Pius XII. auch formell abgeschafft.